# Chiesa di San Giovanni Battista (Ospedaletto Euganeo)
La chiesa di San Giovanni Battista è la parrocchiale di Ospedaletto Euganeo, in provincia e diocesi di Padova; fa parte del vicariato di Este.

## Storia
La prima chiesa di Ospedaletto Euganeo, dedicata a San Giacomo, fu costruita nel XII secolo su un terreno donato pochi anni prima al vescovo di Padova. Accanto ad essa sorse anche un ospizio per pellegrini. Tuttavia, questi edifici vennero distrutti da un'alluvione nel 1276. Nel 1296, nei pressi dei resti dell'antica chiesa, ne sorse una nuova, dedicata a San Giovanni Battista. 
L'attuale parrocchiale venne edificata nel 1715 e consacrata il 5 settembre 1745 dal vescovo Carlo Rezzonico. La chiesa fu danneggiata da un incendio nel 1952 e venne, pertanto, prontamente ristrutturata.

## Interno
Sull'arco del presbiterio sono dipinti dei pregevoli affreschi di scuola tiepolesca, raffiguranti I Quattro Evangelisti ed eseguiti da artisti locali tra il 1725 e il 1749 e restaurati dai fratelli Armando e Galliano Migliolaro nel 1954. All'interno della chiesa sono presenti anche altri affreschi settecenteschi, i cui soggetti sono le Storie di San Giovanni Battista.